# Леонти Мровели
Лео́нти Мрове́ли (груз. ლეონტი მროველი) — грузинский историк XI века, епископ, один из составителей «Картлис цховреба». 
Этот труд является началом всех известных списков свода древнегрузинских летописей «Картлис цховреба» («Жизнь Грузии»), сведенных в единую книгу в XII веке.

## Исторические взгляды
Происхождение картлийцев Леонти Мровели рисует так:
«… у армян и картлийцев, ранов и моваканов, эров и леков, мегрелов и кавкасианов — у всех этих народов был единый отец по имени Таргамос. Сей Таргамос был сыном Таршиса, внуком Иафета — сына Ноева. Был тот Таргамос героем. По разделении языков, когда воздвигали башню Вавилона, различались и рассеялись оттуда языки по всему свету. Пришел Таргамос со всем племенем своим и утвердился между двумя недоступными человеку горами — Араратом и Масисом. И было племя его велико и бесчисленно, обзавелся он многодетным потомством, детьми и внуками сыновей и дочерей своих, ибо жил он шестьсот лет. И не вмещали их земли Арарата и Масиса. Страны же той, что досталась им в удел, сии суть рубежи: с востока — море Гургенское, с запада — море Понтийское, с юга — море Оретское и с севера — гора Кавказ. Среди сынов его отличились восемь братьев, герои многосильные и славные, которых звали так: первого — Гаос, второго — Картлос, третьего — Бардос, четвёртого — Мовакан, пятого — Лекос, шестого — Эрос, седьмого — Кавкасос, восьмого — Эгрос…» 